# Park Narodowy Lovćen

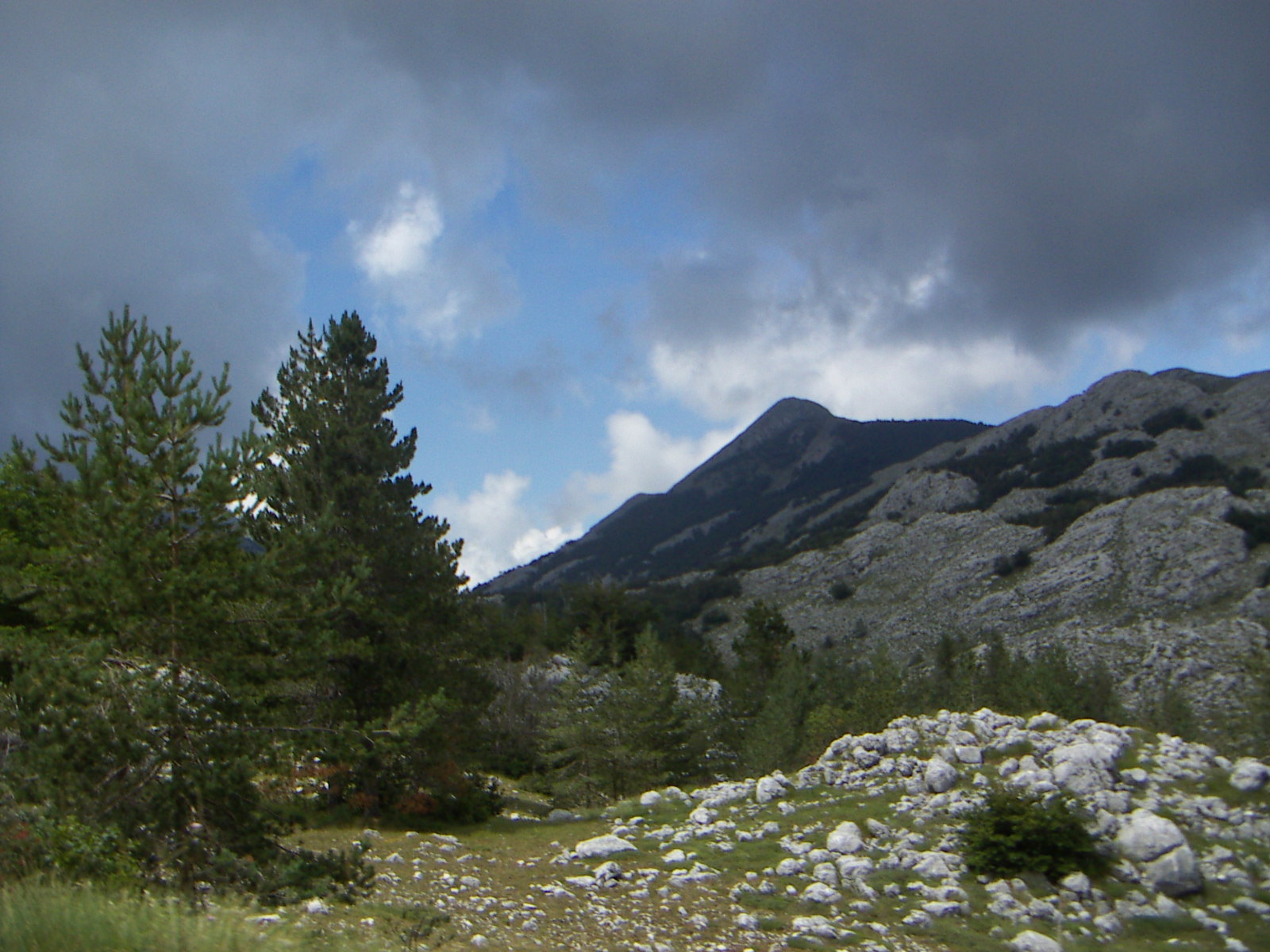
Park Narodowy Lovćen

Park Narodowy Lovćen (czarn. Национални Парк Ловћен, Nacionalni Park Lovćen) – park narodowy w Czarnogórze, położony w paśmie górskim Lovćen.
Został utworzony w 1952 roku. Obejmuje powierzchnię 6220 ha. Administracyjnie należy do gmin Budva i Cetynia. Na terenie parku znajduje się Mauzoleum Piotra II Petrowicia-Niegosza.
Panuje w nim łagodna odmiana klimatu kontynentalnego, będący pod wpływem klimatu śródziemnomorskiego.

## Galeria zdjęć

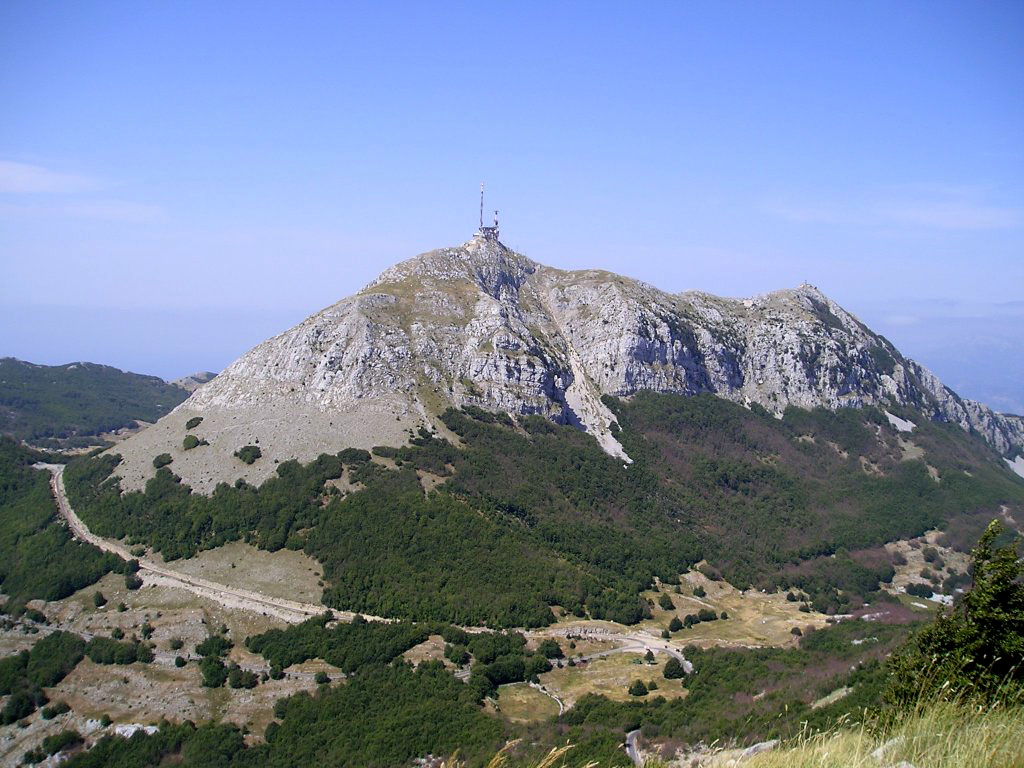
Najwyższy szczyt Lovćen, Štirovnik
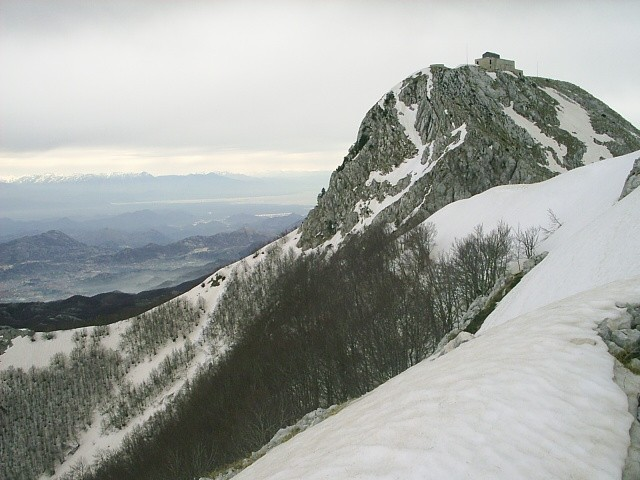
Szczyt Jezerski vrh
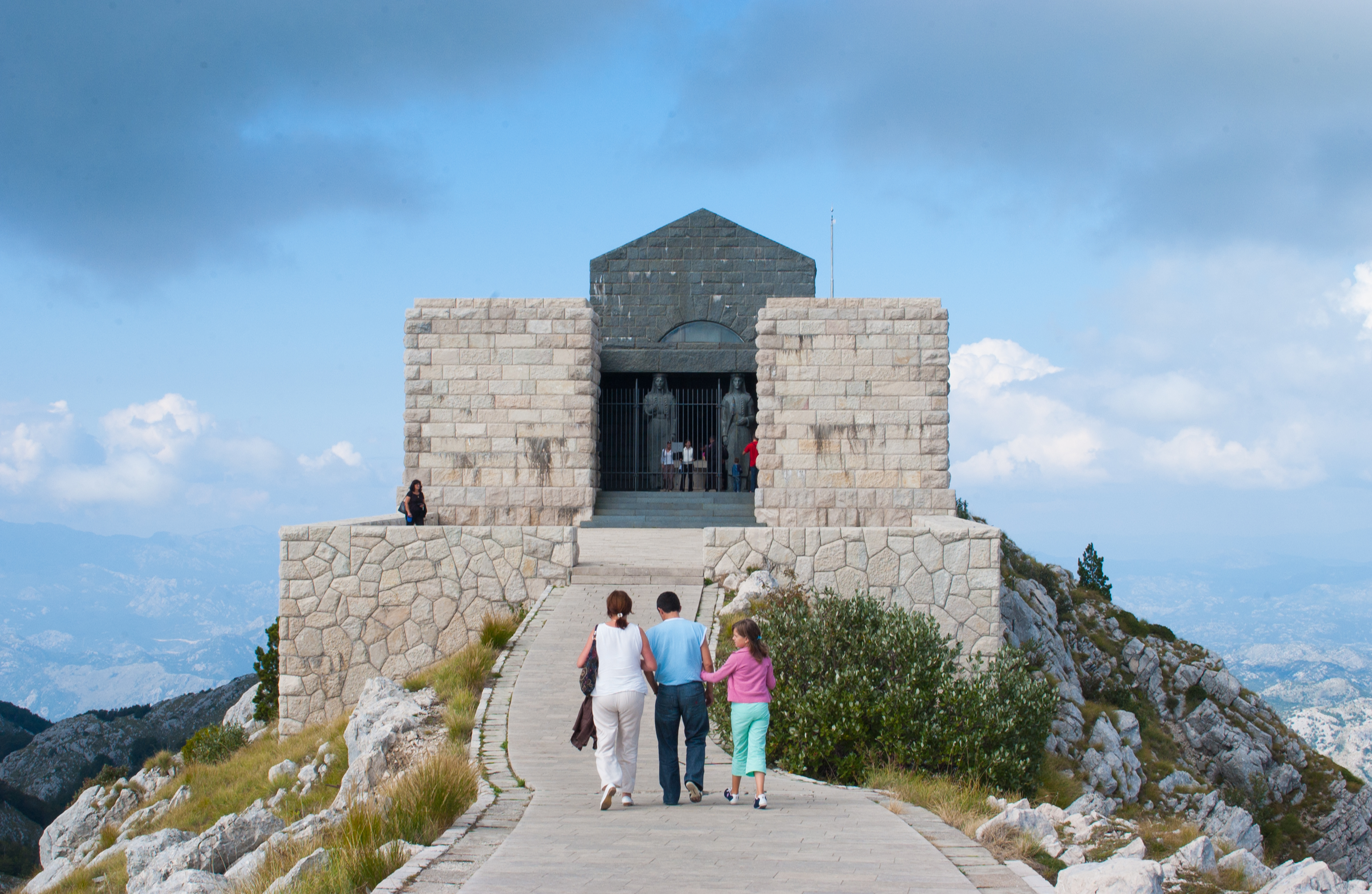
Mauzoleum Piotra II Petrowicia-Niegosza na Jezerskim vrhu
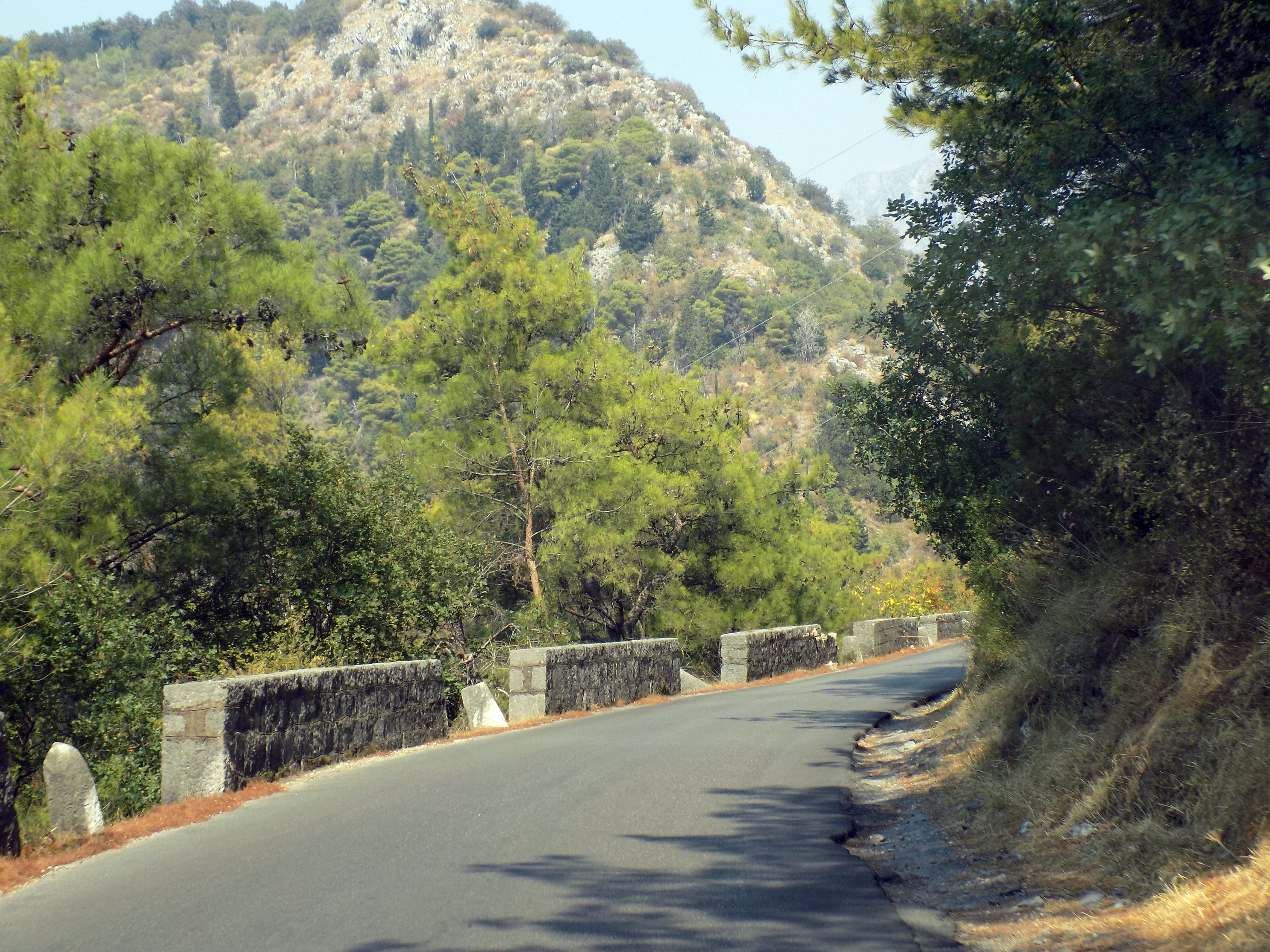
Droga Cetinje – Njeguši – Kotor, najstarsza droga w Czarnogórze
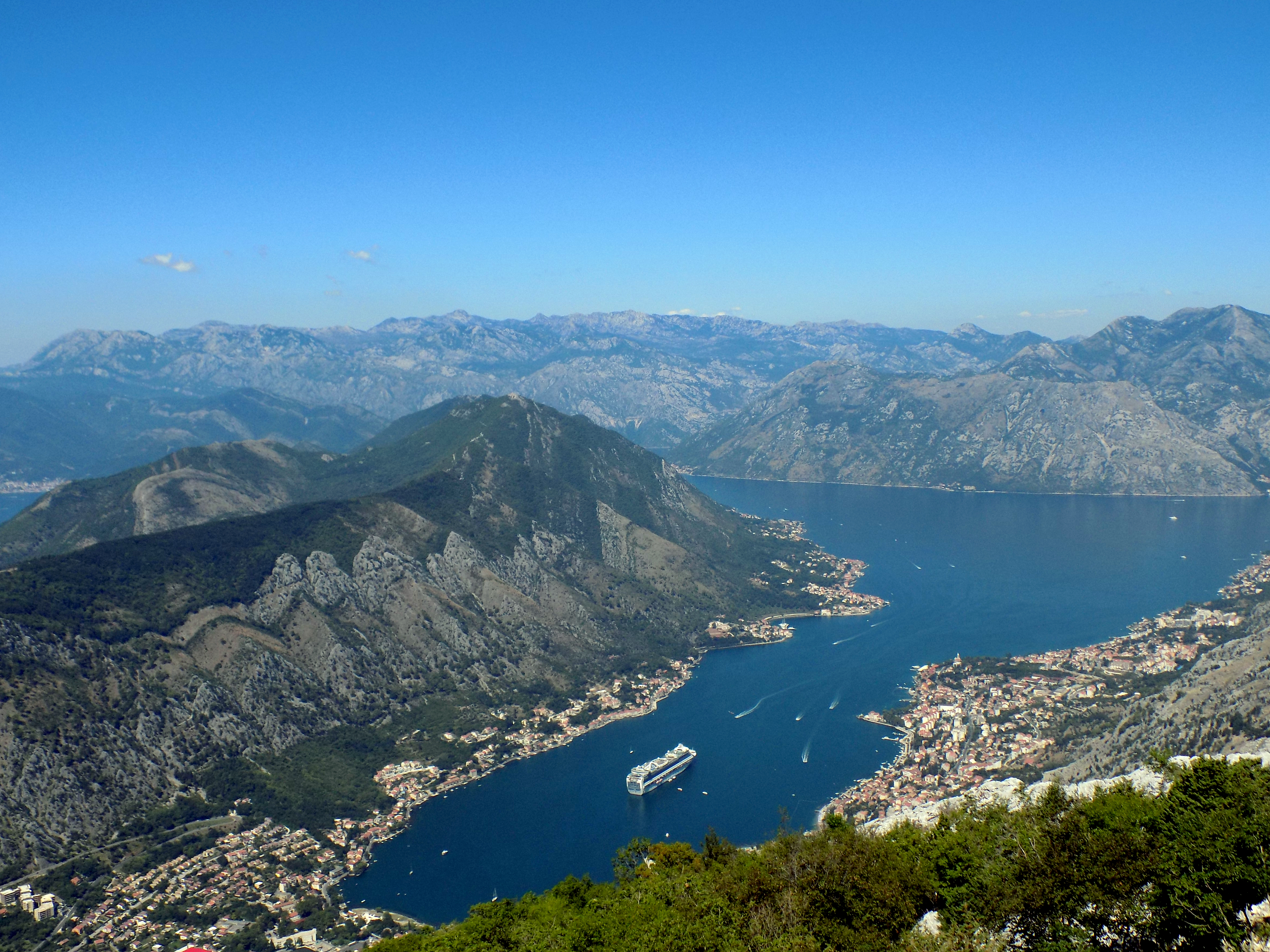
Widok z Lovćen do Zatoki Kotorskiej